# Provincia de Sergipe
La provincia de Sergipe (en portugués: província de Sergipe) fue una unidad administrativa y territorial del Imperio del Brasil desde 1821, creada a partir de la capitanía de Sergipe. Luego de la proclamación de la República el 15 de noviembre de 1889 pasó a convertirse en el actual estado de Sergipe.